# 国別最低標高地点の一覧
この項目は国別最低標高地点の一覧（くにべつさいていひょうこうちてんのいちらん）である。海に面する多くの国は海抜0mが最低標高地点であるため、最低標高が0mの国はこの一覧から除外してある。海などの水に覆われていない自然地形のみを対象としており、人工的に変化させられた地形（掘削により-12,261mに到達したロシアのコラ半島超深度掘削坑など）は含めない。イスラエルとヨルダンにまたがる死海は-418mにあり、地表でもっとも低い地点である。なお、南極のベントリー氷河底地溝は氷河に覆われているが、死海より遥かに低い-2,555mであり、海水に覆われていない地点としては地球上でもっとも標高が低い地点である。この一覧は2007年のCIA World Factbookに基づいている。
| 国                                                 | 最低地点                                                       | 標高                 | 備考 |
| -------------------------------------------------- | -------------------------------------------------------------- | -------------------- | --- |
| レソト                                             | オレンジ川とマハレング川の合流部                               | 1,400 m (4,593 ft)   | |
| ルワンダ                                           | ルジジ川                                                       | 950 m (3,117 ft)     | |
| アンドラ                                           | バリーラ川                                                     | 840 m (2,756 ft)     | |
| ブルンジ                                           | タンガニーカ湖                                                 | 772 m (2,533 ft)     | |
| ウガンダ                                           | アルバート湖                                                   | 621 m (2,037 ft)     | |
| モンゴル                                           | ホフ湖                                                         | 518 m (1,699 ft)     | |
| ボツワナ                                           | リンポポ川とシャシェ川                                         | 513 m (1,683 ft)     | |
| キルギス                                           | カラダリヤ川                                                   | 435 m (1,427 ft)     | |
| リヒテンシュタイン                                 | ライン川                                                       | 430 m (1,411 ft)     | |
| アルメニア                                         | デベド川                                                       | 400 m (1,312 ft)     | |
| 南スーダン                                         | 白ナイル川                                                     | 400 m (1,312 ft)     | |
| 中央アフリカ共和国                                 | ウバンギ川                                                     | 335 m (1,099 ft)     | |
| ザンビア                                           | ザンベジ川                                                     | 329 m (1,079 ft)     | |
| タジキスタン                                       | シルダリヤ川                                                   | 300 m (984 ft)       | |
| アフガニスタン                                     | アムダリヤ川                                                   | 258 m (846 ft)       | |
| ニジェール                                         | ニジェール川                                                   | 200 m (656 ft)       | |
| ブルキナファソ                                     | 黒ヴォルタ川                                                   | 200 m (656 ft)       | |
| スイス                                             | マジョーレ湖                                                   | 195 m (640 ft)       | |
| ジンバブエ                                         | ルンデ川とサベ川                                               | 162 m (531 ft)       | |
| チャド                                             | ボデレ低地                                                     | 160 m (525 ft)       | チャドを流れる河川の多くはチャド湖に注ぐが、チャド湖の標高は278m-286m以上である。 |
| ルクセンブルク                                     | モーゼル川                                                     | 133 m (436 ft)       | |
| チェコ                                             | エルベ川の川岸近くのフジェンスコ(ドイツとの国境付近)           | 115 m (377 ft)       | |
| オーストリア                                       | ノイジードル・アム・ゼー郡, アペートロン（ノイジードル湖東岸） | 114 m (374 ft)       | |
| ブータン                                           | ドラグメ川                                                     | 97 m (318 ft)        | |
| スロバキア                                         | ボドログ川                                                     | 94 m (308 ft)        | |
| ボリビア                                           | パラグアイ川                                                   | 90 m (295 ft)        | |
| ベラルーシ                                         | ネマン川                                                       | 90 m (295 ft)        | |
| コソボ                                             | 白ドリン川の川岸(アルバニアとの国境付近)                       | 80 m (262 ft)        | 2008年にセルビアから独立し、国連加盟国193ヶ国のうち100ヶ国によって承認されているコソボは、セルビアとの間に領土問題を抱えている。セルビアは現在もコソボを自国の領土であると主張している。 |
| ハンガリー                                         | ティサ川（セゲドの南）                                         | 76 m (249 ft)        | |
| ラオス                                             | メコン河                                                       | 70 m (230 ft)        | |
| ネパール                                           | メチ県, ジャパ郡, Kanchan Kalan（国の東南端）                  | 70 m (230 ft)        | この地点から最寄りの8000m峰までは約160kmでしかない。 |
| サンマリノ                                         | アウサ川                                                       | 55 m (180 ft)        | |
| 北マケドニア共和国                                 | バルダル川                                                     | 50 m (164 ft)        | |
| パラグアイ                                         | パラグアイ川                                                   | 46 m (151 ft)        | |
| マラウイ                                           | シーレ川                                                       | 37 m (121 ft)        | |
| バチカン市国                                       | サン・ピエトロ広場                                             | 33 m (108 ft)        | |
| セルビア                                           | ドナウ川, 鉄門東端部                                           | 28 m (92 ft)         | |
| マリ                                               | セネガル川                                                     | 23 m (75 ft)         | |
| エスワティニ                                       | マプト川                                                       | 21 m (69 ft)         | |
| モルドバ                                           | ドニエストル川                                                 | 2 m (7 ft)           | |
| 表に含まれない国々は海面(0m)が最低標高地点である。 |                                                                |                      | |
| ナイジェリア                                       | ラゴス島                                                       | −0.2 m (−0.7 ft)     | |
| フィリピン                                         | カヴィテ州, バコール、ハバイ地区                               | −0.5 m (−1.6 ft)     | |
| リトアニア                                         | ネマン川・デルタ                                               | −1.3 m (−4.3 ft)     | |
| ポーランド                                         | ヴィスワ川・デルタ                                             | −1.8 m (−5.9 ft)     | |
| フランス                                           | カマルグ                                                       | −2 m (−6.6 ft)       | |
| ニュージーランド                                   | ダニーデン国際空港北部の農地                                   | −2 m (−6.6 ft)       | |
| インド                                             | ケーララ州, クタナッド                                         | −2.2 m (−7.2 ft)     | |
| スウェーデン                                       | クリシャンスタード                                             | −2.4 m (−7.9 ft)     | |
| イタリア                                           | ヨランダ・ディ・サヴォーイア, Le Contane                       | −3.2 m (−10.5 ft)    | |
| ドイツ                                             | ノイエンドルフ・ザクセンバンデ                                 | −3.5 m (−11.5 ft)    | |
| 日本                                               | 八郎潟                                                         | −4 m (−13 ft)        | |
| イギリス                                           | リンカンシャー, ザ・フェンズ（ウォッシュ湾近接地域）           | −4 m (−13 ft)        | |
| モーリタニア                                       | トラルザ州, Sebkhet Te-n-Dghamcha(ヌアクショット北部)          | −5 m (−16 ft)        | |
| ウクライナ                                         | 黒海北西岸, Kuyalnik Estuary(オデッサ近郊)                     | −5 m (−16 ft)        | |
| デンマーク                                         | シェラン島北西部, ラメフィオーア                               | −7 m (−23 ft)        | ヨーロッパの最低標高地点 |
| オランダ                                           | ロッテルダム北東部, ザイトプラスポルダー                       | −7 m (−23 ft)        | ヨーロッパの最低標高地点 |
| メキシコ                                           | ソノラ砂漠, サラーダ潟                                         | −10 m (−33 ft)       | |
| ウズベキスタン                                     | サリカミシュ湖                                                 | −12 m (−39 ft)       | サリカミシュ湖はトルクメニスタンとウズベキスタンの国境をまたぐ湖であるが、その水位は大きく変動する。 |
| オーストラリア                                     | エア湖                                                         | −15 m (−49 ft)       | オセアニアの最低標高地点 |
| チュニジア                                         | ガベス湾西部, トズール県, アル・ガーサー湖                     | −17 m (−56 ft)       | |
| アゼルバイジャン                                   | カスピ海                                                       | −28 m (−92 ft)       | |
| イラン                                             | カスピ海                                                       | −28 m (−92 ft)       | |
| ロシア                                             | カスピ海                                                       | −28 m (−92 ft)       | |
| アルジェリア                                       | ガベス湾西部, エル＝ウェッド県, メルリール湖                   | −40 m (−131 ft)      | |
| ドミニカ共和国                                     | インデペンデンシア州, エンリキージョ湖                         | −46 m (−151 ft)      | 大陸以外の最低標高地点 |
| リビア                                             | ブトナーン県, Sabkhat Ghuzayyil                                | −47 m (−154 ft)      | |
| モロッコ                                           | タルファヤ近くのSebkha paki Tah(西サハラとの国境付近)          | −55 m (−180 ft)      | |
| エリトリア                                         | アファール盆地（クルール湖近く）                               | −75 m (−246 ft)      | |
| トルクメニスタン                                   | ダショグズ州中央部, Vpadina Akchanaya                          | −81 m (−266 ft)      | サリカミシュ湖はトルクメニスタンとウズベキスタンの国境をまたぐ湖であるが、その水位は大きく変動する。最低位は-110mだが、現在は-60mであり、Vpadina Akchanayaより20mほど高い。 |
| アメリカ                                           | デスヴァレー, バッドウォーター                                 | −85.5 m (−280.5 ft)  | 北アメリカの最低標高地点 |
| アルゼンチン                                       | カルボン湖                                                     | −105 m (−344 ft)     | 南アメリカの最低標高地点、南半球・西半球の最低標高地点 |
| エチオピア                                         | アファール盆地                                                 | −125 m (−410 ft)     | |
| カザフスタン                                       | マンギスタウ州, Karagiye(カスピ海沿岸)                         | −132 m (−433 ft)     | |
| エジプト                                           | カッターラ低地                                                 | −133 m (−436 ft)     | アフリカの最低標高地点 |
| 中国                                               | トルファン盆地西南部, アイディン湖                             | −154 m (−505 ft)     | 東アジアの最低標高地点 |
| ジブチ                                             | アッサル湖（アファール盆地）                                   | −155 m (−509 ft)     | |
| シリア                                             | ガリラヤ湖近くの無名地点                                       | −214 m (−702 ft)     | シリアはこの地点（ゴラン高原の一部）を自国の領土であると主張しており、国際社会もシリアの領土であるとみなしているが、この地点はイスラエルによって実効支配されている。この地点を除外すれば、シリアの最低標高地点はイスラエルとの国境の緩衝地帯最東部（標高-60m）となる。この地点はヤルムーク川の峡谷となっている。 |
| イスラエル                                         | 死海                                                           | −418 m (−1,371 ft)   | 世界最低標高地点、アジアの最低標高地点 |
| ヨルダン                                           | 死海                                                           | −418 m (−1,371 ft)   | 世界最低標高地点、アジアの最低標高地点 |
| ※参考 南極                                         | ベントリー氷河底地溝                                           | −2,555 m (−8,383 ft) | 水に覆われていない地点としては世界最低標高地点であるが、氷河に覆われているため、一般的には世界最低標高地点とはみなされない。 |